# Hélène Dragaš
Helena Dragas ou Jelena Dragas ou encore Elena Dragas (en serbe: Јелена Драгаш, en grec: Ἑλένη Δραγάση, 1372- 13 mars 1450) était une princesse serbe, épouse de l'empereur byzantin  Manuel II Paléologue (en grec: Μανουήλ Β΄ Παλαιολόγος). Avec ce mariage elle devient impératrice byzantine, et la seule princesse serbe à avoir gouverné dans l'empire Byzantin. Ses fils Jean VIII Paléologue (grec: Ιωάννης Η' Παλαιολόγος) et Constantin XI (grec: Κωνσταντίνος ΙΑ' Δραγάσης Παλαιολόγος) sont les deux derniers empereurs byzantins. 
Elle devient religieuse dans la dernière partie de sa vie (1425-1450) et accomplit plusieurs actions pieuses. Elle est vénérée par l’Église orthodoxe après sa mort en tant que sainte, et célébrée le 29 mai, jour de la chute de Constantinople.

## Famille et origine
Hélène est la fille de Constantin Dragaš (cyrillique: Константин Дејановић, né vers 1355), un prince serbe, mort le 17 mai 1395 à la bataille de Rovine. Ce dernier était maître de la Macédoine orientale et de Serrès mais vassal de Bajazet Ier le successeur de Mourad Ier. En effet, après la bataille de Maritsa (/Marica) en 1371, qui met fin à l'Empire Serbe, Constantin Dragaš et son frère Jovan Dragaš (décédé vers 1378/1379) sont contraints de devenir vassaux de Mourad Ier, sultan ottoman (env. 1360-1389). 
Le nom de sa mère n'est pas connu avec certitude, il pourrait s'agir de Kera Tamara, la fille du tsar bulgare Ivan Aleksandre Asen (français: Jean Alexandre Chichman). En revanche la seconde épouse (et donc sa belle-mère) de Constantin Dragaš était Eudoxie, fille d'Alexis III de Trébizonde. 
Malgré les liens de vassalité envers les ottomans les frères Dragaš continuent d'entretenir des relations étroites avec Byzance. Ces liens sont renforcés vers 1386 par le second mariage de Constantin avec Eudoxie Comnène (Eudoxia Komnene) et le mariage d'Hélène avec l'empereur Manuel II Paléologue.

## Impératrice byzantine
Réputée pour sa beauté et sa piété, elle épouse Manuel II Paléologue le 10 février 1392. C'est à l'occasion de leur mariage qu'est officialisé le couronnement de Manuel II. Ils ont ensemble dix enfants dont deux deviennent empereurs. Leur ordre de naissance nous est donné par Georges Sphrantzès, un diplomate et écrivain proche de la famille Paléologue:
- Une fille qui est mentionnée comme la fille aînée mais non nommée. Elle peut-être confondue avec Isabella Palaiologina, une fille illégitime de Manuel II connue pour avoir épousé Ilario Doria.
- Constantin Paléologue, mort jeune,.
- Jean VIII Paléologue (en grec: Ιωάννης Η' Παλαιολόγος, 16 décembre 1392 - 31 octobre 1448), empereur byzantin de 1425 à 1448,
- Andronic Paléologue (1400- 4 mars 1429), despote de Thessalonique, puis entre dans les ordres,
- Une seconde fille également non nommée dans les textes,
- Théodore II Paléologue, despote d'Achaïe (1396 † 21 juin 1448)
- Michel Paléologue, mort jeune
- Constantin XI Dragasés Paléologue (en grec: Κωνσταντίνος ΙΑ' Δραγάσης Παλαιολόγος, 8 février 1405 - 29 mai 1453), despote dans la Morée et par la suite le dernier empereur byzantin de 1449 à 1453,
- Démétrios Paléologue (en grec byzantin: Δημήτριος Παλαιολόγος, 1407 † 1470), despote dans la Morée
- Thomas Paléologue (1409 † 12 mai 1465), despote dans la Morée.

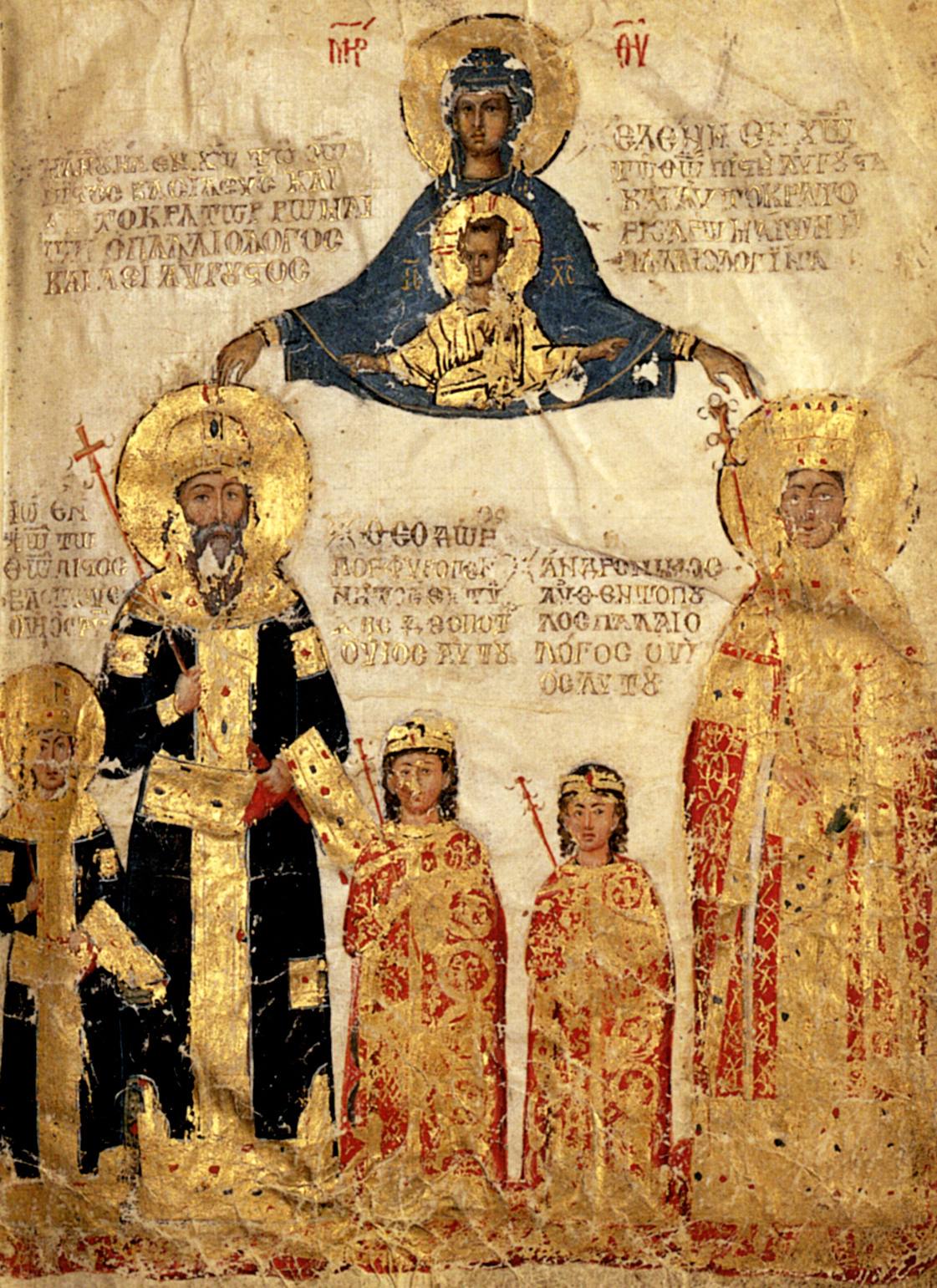
Image de la famille impériale byzantine avec Manuel II (à gauche), Hélène Dragaš (à droite) et trois de leurs fils

En tant qu'impératrice Hélène Dragaš était connue pour ses œuvres pieuses, sa sagesse et son sens de la justice (selon le philosophe Georgios Plethon). 
Le règne de Manuel II Paléologue n'est pas de tout repos. La menace turque est de plus en plus pesante et l'empereur byzantin peine à maintenir ses territoires. L'Empire byzantin n'est à cette époque plus qu'une puissance régionale particulièrement fragile. Il part chercher de l'aide en Europe, plus particulièrement en Italie, en France et en Angleterre entre 1399 et 1403. Cependant la guerre de Cent Ans qui fait rage en Europe, le désintérêt pour Byzance, et les divergences religieuses ne permettent aucun envoi de troupes pour sauver l'Empire à l'agonie. En son absence le sultan ottoman Bajazet est fait prisonnier (1402) ce qui freine la menace ottomane à cause d'une succession sanglante dans les rangs ottomans. Malgré ces nouvelles Manuel II Paléologue ne parvient pas à motiver les occidentaux à intervenir contre les ottomans divisés. Il retourne alors à Constantinople les mains vides et d'une certaine façon, humilié.
La pression ottomane reste donc présente autour de l'Empire Byzantin et Manuel II Paléologue fait son possible pour maintenir une sorte de statu-quo. Son fils Jean VIII devient co-empereur à ses côtés à partir de 1421, pour faciliter la transition politique. Manuel II est vraisemblablement victime d'un accident vasculaire cérébral dans les dernières années de sa vie, ce qui le laisse à moitié paralysé et presque incapable de régner. C'est alors principalement son fils Jean VIII qui prend les décisions, aidé de ses frères et de sa mère.

## Vie monastique
À la mort de son mari le 22 juillet 1425 (qui était devenu moine sous le nom de Thomas un mois auparavant), elle se retire dans le monastère de Kyra Martha où elle devient religieuse. Lors de sa vie monastique Hélène Dragaš prend le nom d'Hypomone. Elle a aidé à établir un foyer pour personnes âgées, avec le nom "L'espoir des désespérés". La maison était située au monastère de Saint-Jean à Pétrion, où sont également conservées les reliques de saint Patape de Thèbes. Bien qu’elle fût l’ancienne impératrice, elle a participé à tous les travaux du monastère aux côtés des autres religieuses. 
Elle est vénérée par l'Église orthodoxe en tant que sainte et sa mémoire est commémorée le 29 mai, jour de la chute de Constantinople aux mains des Ottomans et de la mort de son fils Constantin XI. Le crâne d'Hélène, en tant que relique sacrée, est conservé au monastère de Saint-Patapios à Loutraki, en Grèce.

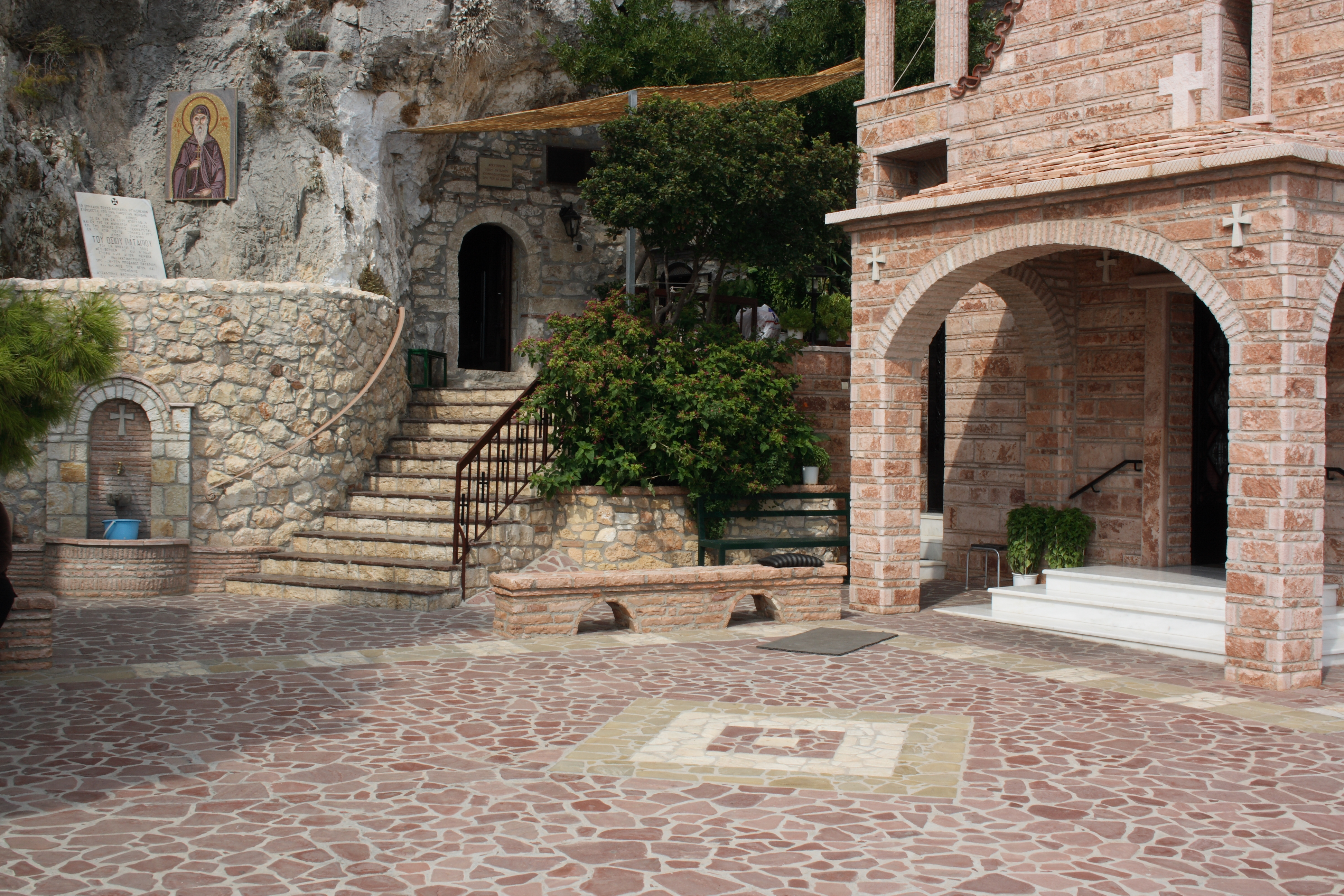
Monastère de St. Patapios

## Dernières années
À la mort de son fils aîné Jean VIII, la succession impériale est contestée entre les deux frères survivants, Constantin et Demetrios ainsi que l'héritier désigné par Jean VIII. Hélène Dragaš revient alors à Constantinople pour soutenir Constantin et assure la régence. Pour cela elle persuade le sultan Mourad II d'intervenir en faveur de son fils, ce qui permet à Constantin de monter sur le trône en janvier 1449. Lorsqu'il devient empereur ce dernier se présente sous le nom de Constantin XI Dragasès Paléologue, en référence à sa famille maternelle.
Hélène Dragaš meurt le 13 mars 1450 à Constantinople. Plusieurs oraisons funèbres sont écrites en sa mémoire. Elle a été enterrée au monastère des Pantocratoras à Constantinople, où son mari et trois de leurs enfants (dont deux étaient moines) ont également été enterrés.
Après la conquête de Constantinople par les Turcs en 1453, Angelis Notaras, un neveu d'Hélène, transfère dans une cage les reliques de Geraneia (à la ville de Loutraki, près d'Athènes). La grotte était un endroit où les moines ermites vivaient depuis le onzième siècle. De plus, dans cette cage se trouve une icône byzantine de saint Patapios et sainte Hypomone ainsi que le crâne de sainte Hypomone. En 1952, le père Nektarios Marmarinos fonda le monastère de Saint-Patapios (Loutraki, Grèce) où il conserve toujours le crâne sacré de sainte Hypomone.